# Фойтек, Грегор
Гре́гор Фо́йтек (нем. Gregor Foitek,  27 марта 1965, Цюрих) — швейцарский автогонщик, участник чемпионата мира по автогонкам в классе Формула-1.

## Биография
В 1986 году выиграл швейцарский чемпионат Формулы-3, на следующий год перешёл в Формулу-3000. Выиграл гонку в Валлелунге в 1988 году, получил травму запястья в аварии на старте гонки в Брэндс-Хэтче. В 1989 году безуспешно пытался пробиться на старт гонок чемпионата мира Формулы-1 за рулём автомобилей «ЕвроБрун» и «Риал», но ни разу не прошёл квалификацию. В 1990 году провёл первые две гонки чемпионата Формулы-1 в команде «Брэбем», после чего перешёл в команду «Оникс», где за восемь гонок дважды добрался до финиша и три раза не прошёл квалификацию. В 1992 году дважды стартовал в гонках CART.

## Результаты гонок в Формуле-1
| Легенда к таблице |                                                                    |
| --- | ------------------------------------------------------------------ |
| В таблице перечислены результаты всех Гран-при Формулы-1, в которых принимал участие гонщик. Строками таблицы являются сезоны, столбцами — этапы чемпионата мира. В каждой клетке указаны сокращённое название этапа и результат, дополнительно обозначенный цветом. Расшифровка обозначений и цветов представлена в нижеследующей таблице. |                                                                    |
| \| Пример \| Описание \| \| ------------ \| ------------------------------------------------------------------ \| \| 1 \| Победитель \| \| 2 \| Второе место \| \| 3 \| Третье место \| \| 5 \| Финишировал, заработав очки \| \| Сход \| Не финишировал, но при этом заработал очки \| \| 12 \| Финишировал, не получив очков \| \| НКЛ \| Финишировал, но не попал в финальную классификацию \| \| 15 \| Участвовал вне зачёта, либо по отдельной классификации \| \| 18 \| Не финишировал, но попал в финальную классификацию \| \| Сход \| Не финишировал \| \| НКВ \| Не прошёл квалификацию \| \| НПКВ \| Не прошёл предквалификацию \| \| ДСК \| Дисквалифицирован \| \| ИСК \| Исключён из протокола соревнований \| \| ТТ \| Заявлен для участия только в тренировках \| \| НС \| Участвовал в квалификации, но не стартовал в гонке \| \| Т \| Травмирован или болен \| \| ОТК \| Отказ от участия \| \| НТР \| Прибыл на соревнования, но на трассу не выезжал \| \| НПР \| Был заявлен в числе участников, но не прибыл к началу соревнований \| \| О \| Соревнования отменены \| \| \| Не участвовал \| \| Поул-позиция \| \| \| Быстрый круг \| \| |                                                                    |
| Пример | Описание                                                           |
| 1 | Победитель                                                         |
| 2 | Второе место                                                       |
| 3 | Третье место                                                       |
| 5 | Финишировал, заработав очки                                        |
| Сход | Не финишировал, но при этом заработал очки                         |
| 12 | Финишировал, не получив очков                                      |
| НКЛ | Финишировал, но не попал в финальную классификацию                 |
| 15 | Участвовал вне зачёта, либо по отдельной классификации             |
| 18 | Не финишировал, но попал в финальную классификацию                 |
| Сход | Не финишировал                                                     |
| НКВ | Не прошёл квалификацию                                             |
| НПКВ | Не прошёл предквалификацию                                         |
| ДСК | Дисквалифицирован                                                  |
| ИСК | Исключён из протокола соревнований                                 |
| ТТ | Заявлен для участия только в тренировках                           |
| НС | Участвовал в квалификации, но не стартовал в гонке                 |
| Т | Травмирован или болен                                              |
| ОТК | Отказ от участия                                                   |
| НТР | Прибыл на соревнования, но на трассу не выезжал                    |
| НПР | Был заявлен в числе участников, но не прибыл к началу соревнований |
| О | Соревнования отменены                                              |
| | Не участвовал                                                      |
| Поул-позиция |                                                                    |
| Быстрый круг |                                                                    |

| Год  | Команда  | Шасси           | Двигатель | 1        | 2        | 3        | 4        | 5        | 6        | 7        | 8        | 9        | 10       | 11       | 12  | 13  | 14      | 15  | 16  | Место | Очки |
| ---- | -------- | --------------- | --------- | -------- | -------- | -------- | -------- | -------- | -------- | -------- | -------- | -------- | -------- | -------- | --- | --- | ------- | --- | --- | ----- | ---- |
| 1989 | EuroBrun | EuroBrun ER188B | Judd      | БРА НКВ  | САН НПКВ | МОН НПКВ | МЕК НПКВ | США НПКВ | КАН НПКВ | ФРА НПКВ | ВЕЛ НПКВ |          |          | БЕЛ НПКВ | ИТА | ПОР |         | ЯПО | АВС | -     | 0    |
| 1989 | EuroBrun | EuroBrun ER189  | Judd      |          |          |          |          |          |          |          |          | ГЕР НПКВ | ВЕН НПКВ |          |     |     |         |     |     | -     | 0    |
| 1989 | Rial     | Rial ARC2       | Cosworth  |          |          |          |          |          |          |          |          |          |          |          |     |     | ИСП НКВ |     |     | -     | 0    |
| 1990 | Brabham  | Brabham BT58    | Judd      | США Сход | БРА Сход |          |          |          |          |          |          |          |          |          |     |     |         |     |     | -     | 0    |
| 1990 | Onyx     | Onyx ORE2       | Cosworth  |          |          | САН Сход | МОН 7    | КАН Сход | МЕК 15   | ФРА НКВ  | ВЕЛ НКВ  | ГЕР Сход | ВЕН НКВ  | БЕЛ      | ИТА | ПОР | ИСП     | ЯПО | АВС | -     | 0    |